# Look to Your Own Heart
 (novembre 2016).

Look to Your Own Heart est le douzième album de Lisa Ekdahl, sorti le 27 octobre 2014.

## Titres
1. Heavenly Shower
2. Happiness Is Brief
3. Everything
4. You Want Her Approval
5. Sing And Dance
6. I'm Falling
7. Look to Your Own Heart
8. Moving On
9. Rejoice